# グランド・マスター (映画)
『グランド・マスター』（原題: 一代宗師、英語題: The Grandmaster）は、ウォン・カーウァイ監督による2013年の中国・香港合作映画。詠春拳の達人として知られる武術家の葉問を描いた伝記映画、カンフーアクション映画である。
2013年2月に開催された第63回ベルリン国際映画祭ではオープニング作品として上映された。

## ストーリー
1930年代中国。中国南部広東佛山の武術家葉問（イップ・マン）が四十歳の頃、佛山に北部東北のクンフー界の重鎮、宮宝森（ゴン・パオセン）がやってくる。引退を考えている宝森は「自分は北の技を南に伝えたので、今度は南の技を北に伝えて欲しい」と言い、自分に勝った南部の武術家を南の代表とすると告げる。
南の武術家の中から選ばれた葉問はこれに応えて宝森の試しに合格し代表となるも、宝森ととも佛山を訪れていた宝森の娘の宮若梅（ゴン・ルオメイ）が異を唱え、葉問に試合を申し込む。葉問と若梅は試合を通じて心を通わせて、若梅は葉問を認める。若梅は父と共に東北に帰り、葉問と若梅は手紙を交わし合うようになる。
やがて準備の整った葉問は東北を訪れようとするが、しかしその時、日中戦争が勃発する。

## キャスト
| 役名                         | 俳優                           | 日本語吹替 |
| ---------------------------- | ------------------------------ | ---------- |
| 葉問（イップ・マン）         | トニー・レオン（梁朝偉）       | 小杉十郎太 |
| 宮若梅（ゴン・ルオメイ）     | チャン・ツィイー（章子怡）     | 魏涼子     |
| 一線天（カミソリ）           | チャン・チェン（張震）         | 前田一世   |
| 馬三（マーサン）             | マックス・チャン（張晉）       | 星野貴紀   |
| 宮宝森（ゴン・パオセン）     | ワン・チンシアン（王慶祥）     | 伊藤和晃   |
| 張永成（チャン・ヨンチェン） | ソン・ヘギョ                   | 冨樫かずみ |
| 丁連山                       | チャオ・ベンシャン（趙本山）   |            |
| 三江水                       | シャオ・シェンヤン（小瀋陽）   |            |
| 陳華順（チェン・ホアシュン） | ユエン・ウーピン（袁和平）     |            |
| 老姜（チアン）               | 尚鐵龍                         | 山岸治雄   |
| 燈叔（ダンさん）             | ロー・ホイパン（盧海鵬）       | 西村太佑   |
| 三姐（サン姐さん）           | ジョウ・シャオフェイ（周小飛） | 佐竹海莉   |
| 先生瑞                       | ラウ・シュン（劉洵）           |            |
| 鐵橋勇（ヨンさん）           | ラウ・カーヨン（劉家勇）       |            |
| 鐵鞋七                       | カン・リー（黎烈弓）           |            |
| 黑面神                       | ロー・マン（羅莽）             |            |
| 壽哥（ソウさん）             | ン・ティンイップ（吳廷燁）     |            |
| 熊委員                       | チョイ・カムコン（徐錦江）     |            |
| 五爺                         | チン・シーチェ（金士傑）       |            |

## スタッフ
- 監督：ウォン・カーウァイ
- 脚本：ゾウ・ジンジ、シュー・ハオフォン、ウォン・カーウァイ
- 撮影：フィリップ・ル・スール
- 音楽：梅林茂、ナタニエル・メカリー
- 編集：ウィリアム・チャン
- アクション指導：ユエン・ウーピン
- 武術指導：ユエン・シュンイー（袁信義）、リン・チーワー（凌志華）、ユエン・チュンヤン（袁祥仁）
- 本片顧問：イップ・チュン（葉準）
- 武術総顧問：ウー・ピン（呉彬）
- 詠春顧問：梁紹鴻
- 八極拳顧問：王世良
- 八卦掌顧問：李秀人、李秀芝
- 南拳顧問：ラウ・カーヨン（劉家勇）
- 八卦掌教練：グ・チュンイエン（戈春燕）
- 美術・衣装デザイン：ウィリアム・チャン、アルフレッド・ヤウ
- 製作：ウォン・カーウァイ、ジャッキー・パン・イーワン
- 製作総指揮：ミーガン・エリソン、チャン・イーチェン、ソン・ダイ

## 評価
アメリカ合衆国のニュース雑誌『TIME』が発表した「2013年の映画ベスト10」では、5位と高評価された。
映画雑誌『映画秘宝』が発表した2013年度の映画に対するワーストランキング「HIHOはくさいアワード」では、他2作品とともに10位と評価された。
映画雑誌『キネマ旬報』が発表した2013年度の「キネマ旬報ベストテン」では、14位という結果となった。
チャン・ツィイーが第50回金馬奨最優秀主演女優賞を受賞している。